# احمد الشرباتی
احمد شرباتی یک سیاست‌مدار اهل سوریه بود. وی اندکی پس از استقلال سوریه از فرانسه در سال ۱۹۴۶ وزارت دفاع سوریه را به عهده گرفت تا روزهای اولیه جنگ ۱۹۴۸ اعراب-اسرائیل به کار خود ادامه داد.